# Madagaszkári bülbül

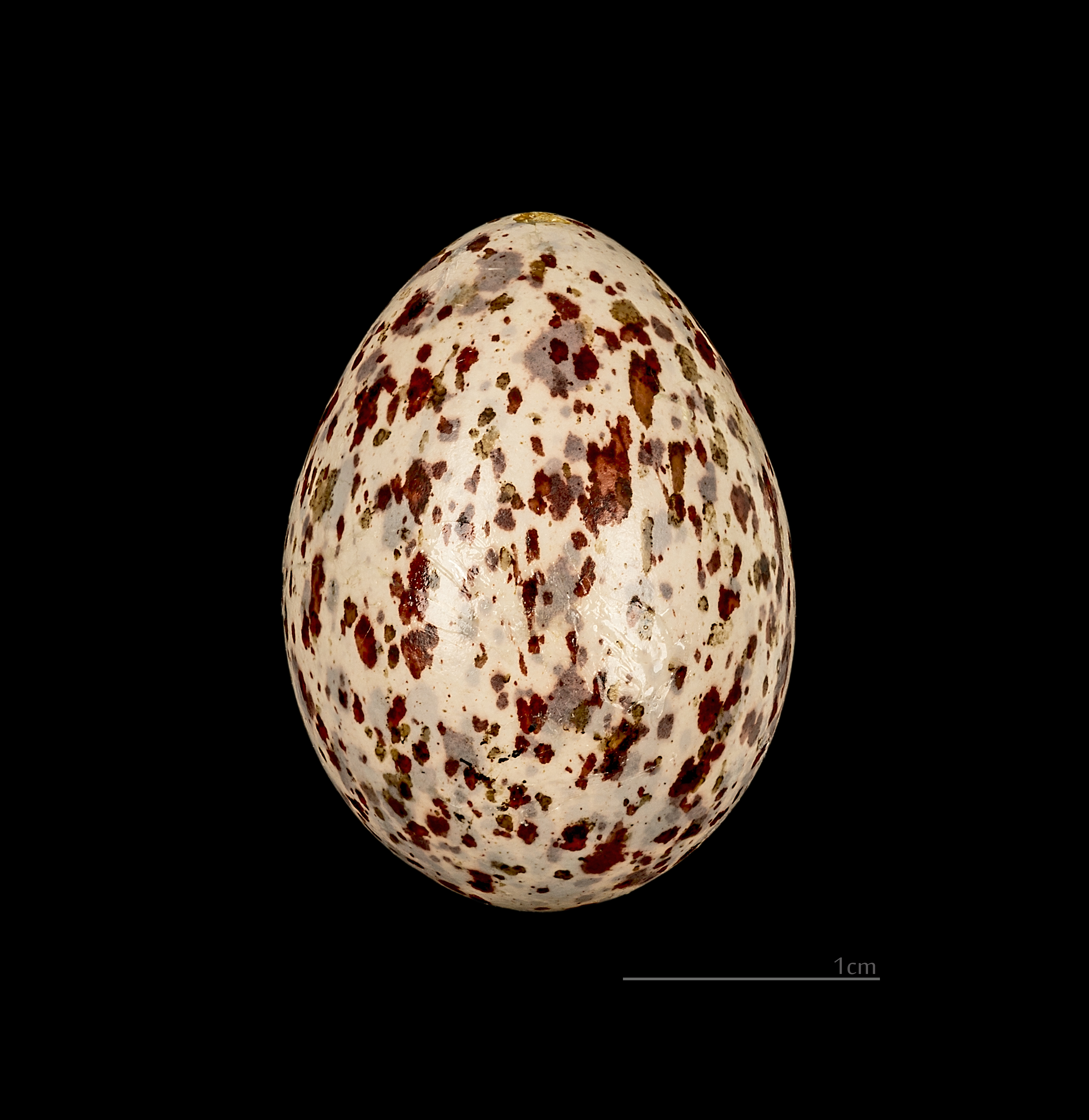
Hypsipetes madagascariensis

A madagaszkári bülbül (Hypsipetes madagascariensis) a madarak osztályának verébalakúak (Passeriformes) rendjébe, a bülbülfélék (Pycnonotidae) családjába tartozó faj.

## Előfordulása
Madagaszkár, a Comore-szigetek és Mayotte területén, valamint a Seychelle-szigeteken honos.

## Alfajai
- Hypsipetes madagascariensis madagascariensis (Statius Muller, 1776) – Madagaszkár, Comore-szigetek
- ypsipetes madagascariensis grotei - (Friedmann, 1929) - Glorioso-szigetek
- Hypsipetes madagascariensis rostratus – (Ridgway, 1893) – Aldabra